# Disney: Twisted-Wonderland
Disney: Twisted-Wonderland (ディズニー ツイステッドワンダーランド?, Dizunī Tsuisuteddo Wandārando) è un videogioco per cellulari giapponese creato da Walt Disney Japan e sviluppato in collaborazione con Aniplex, Square Enix e f4samurai. I disegni dei personaggi, sceneggiatura, scenario e il concept sono stati progettati da Yana Toboso. Il gioco è stato pubblicato su Android e iOS in Giappone il 18 marzo 2020 e nel Nord America il 20 gennaio 2022.

## Trama
Il personaggio principale, il cui nome viene scelto dal giocatore, viene convocato in un altro mondo da uno specchio magico e arriva alla scuola di addestramento di magia, il Night Raven College. Il personaggio principale viene accolto dal preside della scuola e viene a conoscenza dei migliori studenti della scuola, ciascuno in sette diversi dormitori, mentre cerca una via di casa.

## Modalità di gioco
Disney: Twisted-Wonderland è descritto come un "gioco di avventura nell'accademia di magia" con elementi di gioco ritmici e battaglie. Nella home page, il giocatore può interagire con qualsiasi personaggio appaia sullo schermo in quel momento. Gli studenti possono essere sottoposti a lezioni per aumentare le loro statistiche in materie tra cui storia magica, alchimia e volo. La trama è raccontata in tre parti separate: una sezione di romanzo visivo a doppia voce che esplora i retroscena degli studenti, una sezione di gioco ritmica e una sezione di battaglia. La parte degli esami del gioco utilizza le battaglie per testare quanto il giocatore è cresciuto come stregone.

## Personaggi

### Heartlslabyul
I personaggi e co-protagonisti di questo dormitorio sono ispirati alla Regina dei Cuori e delle carte-soldati di Alice nel Paese delle Meraviglie.
Riddle Roserhearts
Studente del secondo anno del Night Raven College e capo del dormitorio "Heartlslabyul". All'inizio della storia, è un ragazzo molto fedele alle regole severe del dormitorio; chiunque viola una regola viene punito usando la magia "Taglia la Testa!" che evoca un collare per la persona da punire. Gli studenti del dormitorio seguono le regole per paura di essere puniti. Il protagonista (il cui nome viene scelto dal giocatore) vuole sapere perché il ragazzo si comporta così e segue troppo fedelmente le regole. Trey Clover, amico di infanzia di Riddle, spiega a lui e agli altri (Ace Trappola, Deuce Spade e Grim) che il suo amico, a causa degli insegnamenti e dell'eccessiva severità della madre, la quale fece studiare suo figlio tutti i giorni senza sosta, dopo che da piccolo violò una regola per giocare con i suoi amici Trey Clover e Che'nya e, come punizione gli levò il tempo libero ed lo allenò fisicamente poiché voleva che suo figlio fosse perfetto in tutto (lo convinse che solo seguendo le regole poteva avere amici). A causa di ciò Riddle non aveva il coraggio di dire alla madre che gran parte dei suoi metodi erano sbagliati perché non voleva essere punito ancora e aveva paura di deludere i suoi genitori. Ace incolpa anche Trey dell'accaduto, perché se lui e gli altri avessero detto a sua madre di non trattare male Riddle le cose sarebbero andate diversamente e gli consiglia che se non vuole più vedere il suo amico sofferente e isolato, deve aiutarlo e metterlo sulla giusta strada. In quel momento arriva il preside, Dire Crowley, che, ascoltate le loro conversazioni, decide di entrare in campo per calmare il ragazzo. Tornati nel dormitorio, c' è una discussione tra Riddle e i ragazzi puniti, ma Ace arriva in loro soccorso e dice al capo che gli insegnamenti di sua madre sono sbagliati. Riddle, impaurito, si rifiuta di credere che gli insegnamenti di sua madre siano sbagliati e quindi punisce tutti, persino quelli che non avevano fatto niente. Il preside capisce che le emozioni combinate con la magia hanno preso il sopravvento su Riddle e nel suo collare si è formata una macchia nera; il ragazzo perde il controllo ed entra in modalità "Overblot" (incarnazione oscura dell'essere vivente nata dalle emozioni negative e dall'eccessivo abuso della magia, come il grande dolore, l'eccessiva ansia e così via) ma alla fine riescono a batterlo e Riddle torna normale. Poi lui si mette a piangere e chiede scusa ai presenti per aver causato dolore ai suoi compagni. Trey, per la prima volta, dice apertamente al suo amico che la colpa è solo della madre se ha preso questa cattiva strada. In seguito Riddle, organizza un party con gli studenti per farsi perdonare dell'accaduto, purtroppo la festa viene interrotta da Che'nya, ora diventato studente della "Royal Sword Academy",il quale lo saluta e poi scappa (dato che è uno studente di un'altra accademia e non della Night Raven College). Dopo questo evento, la personalità di Riddle cambia drasticamente e ritorna ad essere felice come prima della punizione subita dalla madre durante l'infanzia.  Appare anche durante l'arco del dormitorio Savanaclaw e Octavinelle in alcuni capitoli. Nell'episodio 5 è il supervisore del "Vocal & Dance Championiship" (VDC) che ha il compito di controllare il Colosseo, dove si svolge l'evento, e le classi. Durante l'episodio si scopre, grazie alle parole di Silver e Sebek, che Riddle è un mezzo umano.È doppiato da Natsuki Hanae.
Ace Trappola
Studente del primo anno del dormitorio Heartslabyul. Ace Trappola ha aiutato il protagonista, Grim, Deuce e Trey a risolvere i problemi presenti nel suo dormitorio oltre ad averlo aiutato in altre situazioni. Nella personal story del personaggio è stato rivelato che Ace ha un fratello che è stato nello stesso dormitorio di Riddle. È doppiato da Seiichirō Yamashita.
Deuce Spade
Studente del primo anno del dormitorio Heartslabyul. Si iscrisse alla scuola con l'obiettivo di diventare un potente mago. È molto serio, ma a volte è un po' disorganizzato. Deuce ha aiutato il protagonista e i suoi amici a risolvere i problemi del suo dormitorio oltre ad averlo aiutato in altre situazioni. È doppiato da Chiaki Kobayashi.
Trey Clover
Studente del terzo anno e vice capo del dormitorio Heartslabyul. È calmo ed è visto come un protettore dagli altri studenti. Trey Clover ha aiutato il protagonista e i suoi compagni a risolvere i problemi del suo dormitorio. È doppiato da Ryōta Suzuki.
Cater Diamond
Studente del terzo anno del dormitorio Heartslabyul. È molto perspicace con grandi capacità comunicative oltre che popolare, elegante e gourmet. Tuttavia, a volte può essere un po' "spietato". Inoltre si scopre che ha molte sorelle. È doppiato da Tatsuyuki Kobayashi.

### Savanaclaw
I personaggi e co-protagonisti di questo dormitorio sono basati sui personaggi de Il re leone.
Leona Kingscholar
Studente del terzo anno e capo del dormitorio Savanaclaw. Egli è il fratello di Farena, primo principe della sua famiglia e zio di Cheka. Dopo gli eventi del primo episodio, Leona escogita un piano: infortunare gli altri studenti dell'accademia, soprattutto del dormitorio Diasomnia, dove è presente lo studente migliore della scuola, Malleus Draconia, per vincere facilmente oltre a rimediare alla terribile umiliazione subita dallo scorso anno proprio contro il dormitorio di Malleus dove hanno subito una sconfitta schiacciante al torneo dei turni magici, 25-0, davanti a tutte le TV di tutto. Quindi incarica Ruggie Bucchi, studente del suo dormitorio, per completare il suo piano. Il protagonista e gli studenti di altri dormitori cominciano a indagare su questi improvvisi infortuni di vati studenti e al suo gruppo si unisce Jack Howl, il quale pensa che il suo dormitorio sia responsabile di ciò. Durante le indagini, Jack Howl grazie all'aiuto di altri studenti scopre che il responsabile di questi avvenimenti è il suo dormitorio e rimane disgustato dalle azioni di Leona perché non è una cosa da lui commettere questi imbrogli. Poi loro riescono a far mandar in aria il piano di far infortunare Malleus e alcuni studenti del loro dormitorio. Il gruppo va poi nel dormitorio Savanaclaw il quale ha sentito tutta la conversazione di Leona e di altri studenti, ma il capo, ignora che il suo piano fosse fallito, afferma che è troppo tardi aiutare Diasomnia. Tuttavia appaiono Lilia Vanrouge, Silver e Sebek Zigvolt, studenti del dormitorio Diasomnia, facendo sconvolgere i membri del dormitorio Savanaclaw, essi annunciano che loro sapeva del loro piano grazie proprio al gruppo e confermando che il principe Malleus e altri sono sani. Bucchi dice che la cosa non cambia dato che loro faranno di tutto per vincere il torneo ma Leona "distrugge" la sua speranza dicendo che se Malleus è in forma è inutile giocare. Bucchi lo contraddice affermando che gli altri sono fuori dai giochi e che possono realizzare i loro desideri. Leona dice che è ormai è inutile pensare a quel desiderio dato che il piano è sfumato e dice la realtà dei fatti oltre a incolpare il suo amico definendolo una iena dei bassifondi inutile. Leona durante la discussione dice che lui è un secondo principe ingiustamente detestato da tutti che non sarà mai qualcuno. Ruggie, arrabbiato per le parole di Leona, vuole delle scuse ma Leona presa in preda dalle emozioni negative e dal suo dolore, entra in modalità "Overblot" perdendo il controllo di sé. Il protagonista, con l'aiuto dei suoi compagni, dopo averlo sconfitto, "legge" i pensieri di Leona e scopre lui è più talentuoso e studiava più di suo fratello che non faceva quasi niente inoltre Farena, divenuto re (questo perché a detta di Leona, è diventato re solo perché era nato prima di lui e di conseguenza il capo di Savanaclaw all'epoca veniva preso in giro e trattato male dai servi appartenenti alla famiglia di Leona solo perché era nato più tardi di lui) riconosceva il talento di suo fratello e consigliava che poteva fare un altro lavoro per il suo paese. Ma Leona, sebbene volesse bene a suo fratello, non ascolta la sua richiesta e quindi decide di andar via dal suo regno senza salutare neanche suo nipote (questo per evitare di incontrare altre persone che lo prendessero in giro), oltre a non partecipare alla sua cerimonia per mostrare pubblicamente al loro paese il figlio di Farena. Per Leona non era importante diventa Re, voleva essere amato dagli altri e riconoscere i suoi talenti. Leona si sveglia e scopre che nel suo dormitorio è presente il preside dell'accademia, egli voleva squalificare il dormitorio dal torneo ma viene fermato dagli studenti di altri dormitori proponendo di farli partecipare al torneo. Il preside accetta ma solo all'esibizione in quanto le condizioni degli studenti Savanaclaw sono "pessime". All'esibizione del torneo, il dormitorio del protagonista affronta il dormitorio Savanclaw, dove quest'ultimo perdono ma uscendo a testa alta. Gli studenti si trovano in infermeria, tra cui il protagonista, dopo la fantastica partita e fanno la conoscenza di Cheka, nipote di Leona. È doppiato da Yūichirō Umehara.
Jack Howl
Studente del primo anno a Savanaclaw. È un ragazzo molto duro che aderisce rigorosamente alla gerarchia del potere e si sforza di aumentare i propri punti di forza. Durante il secondo episodio, Jack Howl aiuta il protagonista a risolvere i misteriosi infortuni degli studenti (commessi da Ruggie, su ordine di Leona) prima dell'inizio del torneo. Grazie al protagonista scopre che dietro a questi eventi è presente il suo dormitorio e Leona che riescono a mandar in aria il suo piano. Il protagonista e gli altri, arrivati nel dormitorio Savanaclaw, rivelano che al capo che il suo piano è fallito e Leona dopo la discussione con altri entra involontariamente in modalità "Overblot". Alla fine riescono a sconfiggerlo e a riportalo alla normalità e il dormitorio Savanaclaw riesce alla fine, grazie al preside, di accedere almeno all'esibizione del torneo. È doppiato da Taito Ban.
Ruggie Bucchi
Studente del secondo anno del dormitorio Savanaclaw. Egli è l'assistente e amico di Leona. Essendo cresciuto in un ambiente povero, è un po' ghiottone. Durante il secondo episodio, Leona incarica il suo amico per infortunare gli altri studenti del dormitorio per completare il suo piano che tuttavia fallisce dal protagonista con l'aiuto degli studenti di altri dormitori. Ruggie Bucchi aiuterà il protagonista e gli altri studenti a riportare Leona, entrato in modalità Overblot alla normalità (inoltre prima della trasformazione Leona aveva incolpato Ruggie definendolo una "iena inutile dei bassifondi" e ciò ha fatto infuriare il ragazzo). Dopo lo scontro partecipa al torne d'esibizione assieme a Jack e Leona. È doppiato da Aoi Ichikawa.

### Octavinelle
I personaggi e co-protagonisti del dormitorio sono ispirati a Ursula de La sirenetta.
Azul Ashengrotto
Studente del secondo anno e capo del dormitorio Octavinelle. Dopo gli eventi dell'episodio due, il protagonista e Grim vanno in classe per sapere i risultati dei loro compiti dal professore di Alchimia Divus Crewel. Il protagonista rimane sorpreso che Grim abbia preso ottimi voti ma tuttavia ha dei sospetti e anche Crewel poiché afferma che stranamente tutti hanno preso ottimi voti anche quelli che studiano troppo poco. Fuori dalla classe i protagonisti vedono la tabella della Top 50 di coloro che hanno preso voti alti e gli studenti al di fuori di questa classica escono misteriosamente degli anemoni. Deuce e Ace rivelano che loro hanno firmato un contratto con Azul per avere voti alti in cambio di una delle loro abilità ma se non fosse entrato nella top 50 sarebbe diventato loro dipendente fino al diploma. Jack Howl decide di aiutarli perché non sarebbe giusto ottenere ottimi voti tramite magie o contratti. Arrivano poi al Mostro Lounge, locale gestito da Azul, dove tutti gli studenti di tutti i dormitori possono stare insieme per discutere o per mangiare. Essi incontrano Azul Ashengrotto, fondatore del Mostro Lounge e leader del dormitorio, il protagonista e gli altri chiedono spiegazioni di questo problema ma lui dice che ha semplicemente rispettato i loro contratti di tutti, Ace però dice che non è giusto fare così poiché ha fatto le cose anche con altre persone. In seguito, il protagonista e Jack vanno nel dormitorio Ramshackle, dove all'improvviso appare il preside e dice che nonostante Azul stia facendo così per aiutare, tuttavia allo stesso tempo sta mettendo alcuni studenti in difficoltà perché non possono sfruttare appieno le loro potenzialità e consiglia loro di trovare qualcosa per calmare il leader del dormitorio Octavinelle. Al bar i protagonisti incontrano i due amici di Azul, i fratelli Leech (Floyd Leech e Jade Leech) quest'ultimi dicono di incontrarsi alle 21 al per parlare col il loro amico-capo Azul di tale situazione. Azul fa un accordo con lui, per liberare gli studenti dai loro anemoni deve prendere una foto al museo "Atlantica" entro 3 giorni altrimenti lui prenderà il suo dormitorio e nel mentre i suoi amici staranno nel loro dormitorio finché non avranno chiuso il loro contratto. Jack offre a loro di dormire nel dormitorio Savanaclaw, Leona dice che si può fare ma solo se avrebbe sconfitto qualche loro membro, i due riescono a sconfiggerli e vanno a dormire nella stanza enorme di Leona, il giorno dopo fanno pratica e poi cercano di andare al museo Atlantica ma vengono fermati dai suoi amici con la loro vera forma, loro capiscono che Azul non sta rispettando i contratti. Il gruppo si ritira e tornano al dormitorio di Savanaclaw dove escogitano un piano e in seguito vanno segretamente alla sala per prendere i contratti e strapparli ma cadono in una trappola: Azul e altri appaiono dove il leader afferma che il contratto è indistruttibile e combattono ma quando Jade stava per colpire per sbaglio il contratto che l'aveva rimesso nella sua cassaforte, si arrabbia e chiede in seguito scusa per il suo comportamento. Il protagonista ritorna al dormitorio Savanaclaw ed escogitano un altro piano, Leona e gli altri vanno al Mostro Lounge dove quest'ultimi prenderà di nascosto i contratti grazie all'aiuto dei suoi amici che hanno tenuto occupato Azul e i suoi dipendenti e nel frattempo il protagonista, Jack e altri vanno al museo e Ace distrae le guardie (tritoni). I ragazzi poi strappano i contratti e gli anemoni degli studenti scompaiono e così che si ferma la discussione tra il protagonista e i fratelli Leech e tutti si dirigono al dormitorio Octavinelle. Leona dice che i contratti possono essere distrutti e il capo del dormitorio Savancalw consiglia ad Azul di dare una calmata. Azul, depresso per aver perso tutto e dice di essere stato "umiliato" per anni, perde il controllo ed entra in modalità Overblot e a causa di ciò rivela involontariamente la sua vera forma: è un uomo-polpo (inoltre tutta l'atmosfera è ricoperta dall'inchiostro cacciato da lui). Floyd e Jade (assieme al protagonista e altri) arrivano in tempo e affermano che loro non vedevano la vera forma del suo amico da molti anni. Dopo averlo sconfitto e riportato alla normalità, il protagonista entra nei ricordi di Azul e scopre che ha avuto un passato triste: egli è stato vittima di bullismo e quando piangeva usciva inchiostro e veniva preso in giro ancora di più. Floyd e Jade erano le uniche persone che avevano difeso lui e unici amici. Azul da piccolo giurò di studiare e diventerà forte e si allenò diventando molto magro e muscoloso oltre a prendere le abilità di coloro che l'hanno trattato male e aiutando gli altri perché solo così, secondo lui, poteva essere ancora più amato e lodato e comincia a detestare la sua forma da uomo-polpo perché non vuole ricordare del suo passato triste. Una volta svegliato e torna alla normalità, Azul spiega che voleva la foto presente nel museo "Atlantica" poiché è presente proprio lui da piccolo con la sua vera forma e distruggere la prova per cancellare il suo terribile passato. Alla fine Azul restituirà la foto ai proprietari del museo. È doppiato da Atsushi Tamaru.
Jade Leech
Studente del secondo anno, vice capo di Octavinelle e assistente di Azul. È il gemello di Floyd e si comporta educato e gentile. È doppiato da Wataru Komada.
Floyd Leech
Studente del secondo anno ad Octavinelle. È il gemello di Jade ma il loro atteggiamento e il modo di parlare sono totalmente diversi. È un po' imprevedibile, quindi è difficile sapere cosa sta pensando. È doppiato da Nobuhiko Okamoto.

### Scarabia
I personaggi e co-protagonisti di questo dormitorio sono ispirati al Sultano e Jafar da Aladdin.
Jamil Viper
Studente del secondo anno e vice capo del dormitorio Scarabia. I suoi antenati hanno servito la famiglia di Kalim di generazione in generazione, quindi è stato trascinato in giro da Kalim da quando erano giovani. Durante le vacanze di Natale, Jamil con i suoi poteri di ipnosi, usa Kalim per far perdere la fiducia degli studenti in lui e diventare il capo del dormitorio mentre Kalim sarebbe diventato un semplice studente del dormitorio e per salvare il dormitorio stesso a causa dei voti molti bassi, poco impegno degli studenti e della poco leadership di Kalim. Per completare il suo piano invitò il protagonista e Grim nel suo dormitorio poiché avevano risolto molti problemi con altri dormitori e un suo giudizio avrebbe in favore di Jamil avrebbe raggiunto il suo obiettivo. Tuttavia il protagonista e Grim notano che il comportamento di Kalim cambiava ogni volta e i suoi occhi che diventano rossi alcune volte e quindi escono di nascosto da Scarabia e chiedono aiuto ai membri noti del dormitorio Octavinelle, Azul e i fratelli Leech per risolvere questo mistero. Durante le indagini scoprono i piani di Jamil, Kalim voleva spiegazioni di ciò, Jamil afferma che nonostante come amico sia una persona fantastica, come capo tuttavia non lo ammirava molto poiché aveva poca competenza per essere un vero leader, e che lui in questi anni è stato disperato e stressato a causa degli ordini della sua stessa famiglia. Le emozioni sue prendono il sopravvento, perse il controllo ed entrò in modalità "Overblot", fece controllare gli altri studenti e spedì il protagonista, Grim, Kalim e i tre ragazzi di Octavanille nei confini del deserto ma riescono a tornare a Scarabia grazie a Kalim stesso. In seguito loro riusciranno a riportare Jamil nel suo stato normale e il protagonista entra nei pensieri del ragazzo e si scopre che la famiglia di Kalim trattava i servitori come degli schiavi e nessun membro della famiglia di Jamil doveva essere superiore a loro. Durante il flashback Jamil disse che un giorno avrebbe sconfitto a scacchi il suo "superiore" Kalim ma i genitori, terrorizzati, puniscono il loro figlio per il suo modo di parlare e gli dicono che per star al passo del suo padrone doveva fare finta di essere incapace in tutte le materie. Inizialmente il capo del dormitorio doveva essere proprio Jamil poiché aveva tutte le competenze per essere appunto il capo mentre Kalim doveva il vice-capo, tuttavia la famiglia di Kalim aveva corrotto il proprietario dell'accademia per far diventare Kalim capo del dormitorio di Scarabia e Jamil Viper come vice-capo (e neanche il preside poteva intervenire in questa faccenda poiché aveva completamente le mani legate). Jamil cadde in depressione e stress totale che lo portò alla fine a far spodestar in qualche modo il suo amico per salvare non solo il dormitorio ma anche Kalim stesso da questa menzogna. Quando Jamil si risveglia, Kalim perdona il suo amico capendo che la colpa è soltanto della sua famiglia che ha portato ad escogitare questo piano e i due si riappacificano. È doppiato da Kaname Futaba.
Kalim Al-Asim
Studente del secondo anno e capo della Scarabia. Nato in una famiglia molto ricca, è molto rilassato e generoso. È cresciuto insieme a Jamil e si affida a lui per tutto. Kalim inizialmente veniva usato dal suo amico, Jamil, per farlo spodestare e diventare il nuovo capo del dormitorio per salvare il dormitorio stesso a causa dello scarso impegno di molti studenti del dormitorio che hanno portato a voti bassi e anche a causa della poco leadership di Kalim stesso. Il protagonista, Grim e gli studenti del dormitorio Octavinelle scoprirono i piani del vice-capo di Scarabia davanti a lui stesso e il capo voleva delle spiegazioni. Durante la discussione Jamil entra involontariamente in modalità "Overblot" e spedisce loro nei confini del deserto ma grazie al capo riescono a tornare nel dormitorio e affrontano Jamil riuscendo a sconfiggerlo tornando normale. In seguito Kalim si riappacifica con il suo amico e gli "ordina" di avere un rapporto da amico ad amico e non da padrone e servitore. È doppiato da Kazuki Furuta.

### Pomefiore
I personaggi e co-protagonisti di questo dormitorio sono ispirati ai personaggi di Biancaneve e i sette nani.
Vil Schoenheit
Studente del terzo anno e capo del dormitorio Pomefiore. È bello e accattivante. Pensa di essere il più bello e vuole che anche gli altri studenti siano belli. È doppiato da Hiroki Aiba.
Epel Felmier
Studente del primo anno del dormitorio Pomefiore. È un bel ragazzo che possiede una fragile attrattiva. Non parla molto e ha un'impressione misteriosa. È doppiato da Shimba Tsuchiya.
Rook Hunt
Studente del terzo anno e vice capo del dormitorio Pomefiore. Ama le cose belle e apprezza la bellezza di Vil ed Epel. È un individuo sfuggente. È doppiato da Yōjirō Itokawa.

### Ignihyde
I personaggi e co-protagonisti di questo dormitorio sono ispirati ad Ade da Hercules.
Idia Shroud
Studente del terzo anno e capo del dormitorio Ignihyde, nonché "fratello maggiore" di Ortho e fa parte di una famiglia ricca e nobile. È timido e ha una natura "oscura", non vuole interagire con le persone e stare nel suo dormitorio. Tuttavia, sembra che le cose siano diverse online. È doppiato da Kōki Uchiyama
Ortho Shroud
Membro del dormitorio Ignihyde e fratello minore di Idia. Lavora sempre e al contrario di lui, è brillante, onesto e molto curioso. È doppiato da Shouta Aoi.

### Diasomnia
I personaggi e co-protagonisti di questo dormitorio sono ispirati ai personaggi de La bella addormentata nel bosco.
Malleus Draconia
Studente del terzo anno e capo del dormitorio Diasomnia. È un discendente delle fate e il suo potere magico è tra i più forti del mondo. Ha una presenza illustre al Night Raven College, ma la sua potente aura fa sì che alcuni studenti mantengano le distanze e alcuni si dimenticano di invitarlo addirittura. A causa di ciò, Malleus divenne introverso poiché non riesce a interagire correttamente con agli altri, al di fuori degli studenti del suo dormitorio. Tuttavia il primo studente, al di fuori del suo dormitorio, che Malleus riesce ad "aprirsi" è proprio il protagonista. È doppiato da Kazuki Kato.
Lilia Vanrouge
Studente del terzo anno del dormitorio Diasomnia e supervisore di Malleus. È una persona misteriosa che, sebbene abbia l'aspetto di un giovane ragazzo, è in realtà una persona che ha molti secoli. È doppiato da Hikaru Midorikawa.
Silver
Studente del secondo anno del dormitorio Diasomnia che protegge Malleus come un cavaliere. Sebbene normalmente taciturno e composto, a volte sembra molto assonnato. Nella personal story del personaggio si scopre che lui fu adottato da Malleus e Lilia poiché da piccolo Silver fu abbandonato. È doppiato da Nobunaga Shimazaki.
Sebek Zigvolt
Studente del primo anno del dormitorio Diasomnia. È molto felice di poter entrare al Night Raven College con Malleus, che rispetta moltissimo. Spesso fa capolino con Silver per le loro opinioni diverse. È doppiato da Haruki Ishiya.

### Ramshackle
Il dormitorio Ramshackle è il dormitorio abitato dal protagonista e Grim. Una volta fu abbandonato e perseguitato dai fantasmi fino a quando i due si trasferirono.

### Night Raven College Staff
Dire Crowley
Preside mascherato della prestigiosa scuola di addestramento magico, la Night Raven College. Il suo slogan è "Perché sono così gentile". Dopo che il protagonista viene evocato misteriosamente a Twisted Wonderland, è lui che li prende e li nomina come prefetto e leader del dormitorio Ramshackle. Crowley sta cercando modi per far tornare il protagonista nel suo mondo originale. È doppiato da Mitsuru Miyamoto.
Grim
Gatto-mostro che brandisce la magia che funge da partner del protagonista. Ha una grande bocca e viene facilmente portato via. È doppiato da Noriaki Sugiyama.
Divus Crewel
Insegnante del Night Raven College. Egli è il professore della materia di alchimia. Ha opinioni molto ponderate quando si tratta di moda. Perché è così particolare riguardo alla moda, non permetterà nemmeno il minimo compromesso per ciò che indossa. Il personaggio è stato creato ispirandosi a Crudelia de Mon. È doppiato da Kent Ito.
Mozus Trein
Insegnante del Night Raven College. Insegna corsi di arte liberale come la storia della magia e, sebbene sia severo, lui stravede per il suo gatto Lucius. Poiché è un insegnante severo anche al di fuori delle lezioni, molti studenti hanno paura di lui. Mozus Trein e il suo gatto Lucius sono stati creati ispirandosi a Lady Tremaine e al gatto Lucifero. È doppiato da Rikiya Koyama.
Ashton Vargas
Insegnante del Night Raven College. Insegna materie come l'educazione fisica e il volo. Lui ritiene che i muscoli siano vitali per la magia quindi incoraggia gli studenti ad allenare i loro corpi. Il personaggio si è ispirato a Gaston de La bella e la bestia. È doppiato da Ryota Takeuchi.
Sam
Membro dello staff del Night Raven College. È noto all'interno della scuola come proprietario del "Mystery Shop di Mr. S". Sebbene gestisca il suo negozio con una disposizione allegra, trattando una grande quantità di merce che va dal cibo agli oggetti magici, cerca sempre di convincere gli studenti ad acquistare i suoi articoli misteriosi.Il personaggio è stato creato ispirandosi al Dr.Facilier de La principessa e il ranocchio. È doppiato da Subaru Kimura.

### Royal Sword Academy
La Royal Sword Academy è considerata una delle accademie più importante nel mondo di Twisted Wonderland insieme alla Night Raven College. La scuola rivale di Night Raven che li ha battuti ad un torneo magico per 99 anni consecutivi. Secondo Leona nell'episodio 3, l'accademia è "una scuola piena di piccoli principi pomposi, buffoni e viziati" e che "i loro edifici scolastici e le loro uniformi sono inutilmente appariscenti." A giudicare dalle parole di Leona, si può presumere che la Royal Sword Academy sia anche una scuola per soli ragazzi. Nel corso dell'episodio 5 (capitolo 40) si scopre che l'accademia si trova nella stessa isola dove c'è anche la Night Raven College (e una città di cui non si sa il nome) e si vedono anche gli edifici dell'accademia che sono molto simili al Castello Disney della serie di Kingdom Hearts.
Alchemi Alchemivich Pinka
Meglio noto come Che'nya, è uno studente della Royal Sword Academy. È un amico d'infanzia di Riddle Rosehearts e Trey Clover. Che'nya e Trey si conoscono da quando erano giovani. Un giorno, mentre giocavano vicino alla casa di Riddle, lo individuano e gli chiedono di giocare a croquet con loro, anche se era nel mezzo dello studio di sé. I tre diventarono amici e Riddle usò la sua ora di auto-studio per sgattaiolare fuori e giocare con loro. Tuttavia, quando la madre di Riddle scoprì che suo figlio aveva infranto una regola, gli ha proibito di giocare di nuovo con loro, levando anche il tempo libero a suo figlio. Anni dopo, Che'nya cominciò a frequentare Royal Sword Academy (per il momento è sconosciuta le identità di altri membri di questa accademia, eccetto Che'nya). In seguito entrò segretamente alla Night Raven College per vedere la situazione del dormitorio del suo amico Riddle, Heartlslabyul. Egli incontra anche il protagonista, Grim, Ace Trappola e Deuce Spade che stavamo dipingendo le rose su ordine del capo. Verso la fine del primo episodio incontra Riddle, la cui personalità è drasticamente cambiata durante il primo episodio, lo saluta e poi "scappa" venendo inseguito da alcuni studenti del dormitorio poiché lui fa parte di un'altra scuola. Il personaggio è stato creato ispirandosi allo Gatto del Cheshire di Alice nel Paese delle Meraviglie. È doppiato da Kento Hama.
Neige LeBlanche
Studente del secondo anno della Royal Sword Academy ed è un popolare attore di tutto il mondo. Viene inizialmente menzionato durante l'episodio 5 e appare in qualche video sui profili social che promuove il "Vocal & Dance Championiship" (VDC). Durante la discussione con il manager di Vil, si viene a scoprire che Neige, ancora una volta, ha preso il ruolo del protagonista de "La Spada Leggendaria" mentre vogliono dare il ruolo della nemesi al capo dormitorio di Pomefiore, dove quest'ultimo rifiuta. Appare fisicamente durante il festival e parla con Vil affermando di essere felice di incontrarlo e che durante il tempo libero ascolta molte volte la sua bella voce presenti in vari video. In seguito si esibisce sul palco con i suoi amici Dominic, Gran, Shelpy, Hop, Timmy, Snick, Toby cantando "Everybody Yahoo" riuscendo a catturare l'attenzione di tutto il pubblico ma Vil, sapendo che la vittoria è un miraggio, entra in uno stato di Overblot "incompleto" e tenta, nel dietro le quinte, di porre fine alla sua "carriera" ma i suoi amici, capendo che il capo è uscito di senno, buttano via e invitano Neige di andare fuori. Durante il combattimento contro Vil, in stato di Overblot completo, Jamil rivela che ha ipnotizzato il ragazzo per convincere tutti di uscire dal Colosseo (luogo dove si svolge la fiera) per non vedere lo stato del capo di Pomefiore. Dopo la fine della battaglia e dopo la vittoria dell'evento da parte della Royal Sword Academy al Festival, Neige invita gli studenti della Royal a cantare "Everybody Yahoo" insieme per chiudere l'evento in bellezza. Il personaggio di Neige LeBlanche è stato creato ispirandosi a Biancaneve de Biancaneve e i sette nani. È doppiato da Takuma Nagatsuka.
Nani
Amici di Neige Le Blanche Dominic, Gran, Shelpy, Hop, Timmy, Snick e Toby, sono studenti del secondo anno della Royal Sword Academy. Appaiono all'ingresso principale della Night Raven College dove i tre studenti di Savanaclaw accusano i sette ragazzi di aver fatto apposta a sporcare i loro vestit (sebbene fosse stato solo un incidente) e di picchiarli ma gli organizzatori, Riddle, Trey e il prefetto intervengono e puniscono i tre studenti per il loro vergognoso comportamento e dicendo che avviserà Leona per l'accaduto. I sette ragazzi ringraziano gli organizzatori per aver salvati e chiedendo quale strada prendere per il Colosseo per incontrare Neige. Poi, dopo molto tempo, riappare Che'nya che prima saluta e in seguito accompagna i suoi amici al Colosseo dove si svolge il festival VDC. Durante la fiera Neige rivela al pubblico che si esibisce con i suoi amici per cantare "Everybody Yahoo!" facendo stupire gli studenti del Night Raven College. I personaggi sono stati creati ispirandosi ai Sette Nani di Biancaneve e i sette nani.
Ambrose 63th
Preside della Royal Sword Academy. Appare dopo la fine del festival VDC dove incontra Dire Crowley, rimasto male poiché i suoi studenti non sono riusciti a battere Neige, dove parlano della sicurezza degli studenti di entrambe le accademie e del prossimo evento di maggio dove entrambe che potrebbe essere il giorno della vittoria storica della Night Raven College o la centesima vittoria storica della Royal. Il personaggio è stato creato ispirandosi al Mago Merlino de La spada nella roccia (film) e il "63th" è un chiaro riferimento al debutto dell'opera, ovvero nel 1963.

### Altri personaggi
Cheka
Figlio di Farena, re di Afterglow Savannah e nipote di Leona Kingscholar. Egli appare verso la fine del secondo episodio nell'infermeria del Night Raven College per incontrare suo zio Leona.
Farena
Fratello maggiore di Leona Kingscholar e re di Afterglow Savannah. Nei flashback di Leona si scopre che lui è diventato il nuovo re solo perché era nato prima di suo fratello e poi si sposò (il nome della moglie è del tutto sconosciuto). Nel corso del tempo, Farena ammise a suo fratello che riconosceva il suo talento, oltre ad essere superiore a lui in tutto, e gli consiglia di trovare un lavoro prestigioso nel suo paese per riscattarsi ma Leona non ascolta la sua richiesta e se ne va dal regno per non avere altre umiliazioni

## Sviluppo
Durante l'Anime Expo 2019 Disney Japan annunciò un titolo prodotto in collaborazione con Aniplex. Yana Toboso fu accreditata per il concept, scenario, sceneggiatura e character design. Disney Twisted-Wonderland è stato pubblicato il 18 marzo 2020 in Giappone. Il filmato d'apertura del gioco è animato da Troyca e la colonna sonora "Piece of My World" è stata composta da Night Ravens. Il 20 dicembre 2020 è stato annunciato che il prodotto nel Nord America arriverà il 20 gennaio 2022.

## Media

### Manga
Il 28 settembre 2020 la Square Enix, tramite il sito ufficiale di Monthly GFantasy, ha annunciato l'arrivo di un manga antologico sulla serie Il primo volume è uscito il 27 novembre dello stesso anno in Giappone. L'11 dicembre 2020 viene annunciato il secondo volume, inizialmente in arrivo il 22 marzo ma poi rinviato al 27 aprile 2021. Il 18 febbraio 2021 viene annunciato un altro manga che adatta le vicende del primo episodio della storia, Episode of Heartslabyul, che è stato pubblicato nel corso dell'anno. Il 18 dicembre 2022 viene pubblicato il secondo manga dedicato all'arco di Savanaclaw e con un protagonista diverso rispetto a quello precedente. Il 6 giugno 2023, Planet Manga ha annunciato l'arrivo di Twisted Wonderland Episode of Heartslabyul nell'ottobre dello stesso anno in Italia.

### Anime
Il 14 ottobre 2021 Disney ha annunciato ufficialmente l'arrivo dell'anime di Twisted Wonderland sulla piattaforma Disney+. Durante il Disney Content Showcase APAC 2024, Disney annuncia che l'anime, che adatta le storie del manga della serie, è stata realizzata da Yumeta Company e Graphinica e la cui trasmissione avviene sulla piattaforma a partire da ottobre 2025.

### Light novel
Il 17 gennaio 2022 il sito ufficiale del gioco ha annunciato l'uscita di una light novel, che comprende il prologo e il primo episodio, per il 18 marzo 2022.

## Accoglienza
Al lancio del prodotto, il titolo è stato scaricato da oltre 2 milioni di utenti solo in Giappone.